# 伯努瓦维尔
伯努瓦维尔（法語：Benoîtville，有时亦作“Benoistville”，法語發音：[bənwavil]）是法国芒什省的一个市镇，属于瑟堡区。

## 地理
伯努瓦维尔（49°31'40"N, 1°46'51"W）面积8.29 平方千米，位于法国诺曼底大区芒什省，该省份为法国西北部沿海省份，西、北、东北三面环大西洋，东起顺时针与卡爾瓦多斯省、奧恩省、马耶讷省和伊勒-维莱讷省接壤。
与伯努瓦维尔接壤的市镇（或旧市镇、城区）包括：埃勒维尔、格罗斯维尔、莱皮约、索特维尔、特雷欧维尔。

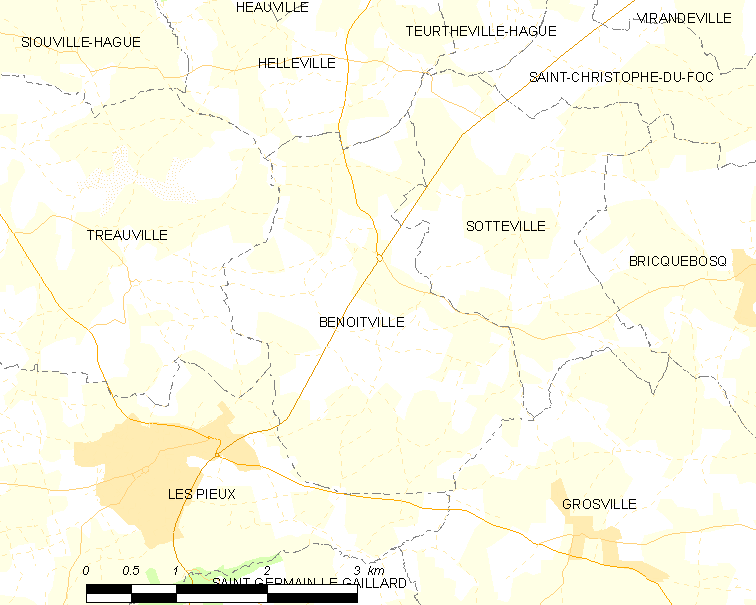
伯努瓦维尔的OSM定位图

伯努瓦维尔的时区为UTC+01:00、UTC+02:00（夏令时）。

## 行政
伯努瓦维尔的邮政编码为50340，INSEE市镇编码为50045。

## 政治
伯努瓦维尔所属的省级选区为莱皮约县。

## 人口

1962-2008年间伯努瓦维尔人口变化图示

伯努瓦维尔于2022年1月1日时的人口数量为612人。